# Barycz (powiat konecki)
Barycz – wieś sołecka w Polsce, położona w województwie świętokrzyskim, w powiecie koneckim, w gminie Końskie.
W latach 1975–1998 miejscowość administracyjnie należała do województwa kieleckiego.
Przez wieś przechodzi  czerwony szlak rowerowy do Sielpii Wielkiej.
Przez miejscowość przepływa rzeczka Czysta, lewobrzeżny dopływ Drzewiczki.
Barycz jest siedzibą nadleśnictwa Barycz utworzonego w roku 1959.

## Części wsi
| SIMC    | Nazwa      | Rodzaj    |
| ------- | ---------- | --------- |
| 0243406 | Górny Staw | część wsi |
| 0243412 | Koło Szosy | część wsi |

## Zabytki
- Cmentarz z czasów II wojny światowej, na którym spoczywa ok. 700 jeńców radzieckich.

## Religia
- Kościół rzymskokatolicki – wierni kościoła rzymskokatolickiego należą do parafii św. Mikołaja w Końskich[7]
- Kościół Chrześcijan Baptystów w RP – placówka w Baryczy należąca do I Zboru Kościoła Chrześcijan Baptystów w Warszawie[8][9]